# خدنگ سلوس
خدنگ سلوس (نام علمی: Paracynictis selousi) نام یک گونه از تیره خدنگ است.